# المعرفة (مجلة سعودية)

غلاف العدد 238 من مجلة المعرفة

المَعْرِفَة، هي مجلة شهرية سعودية تصدر عن وزارة التعليم ويرأس تحريرها سلطان بن عبد العزيز المهنا؛ وتضم العديد من الكتاب والمحررين، تأسست مجلة المعرفة عام 1959م في عهد وزير المعارف الأمير فهد بن عبد العزيز، ثم توقفت بعد أربع سنوات، وأعيد إصدارها عام 1417هـ/1997م في عهد خادم الحرمين الشريفين الملك فهد بن عبد العزيز آل سعود.
وتوقفت المجلة عن الصدور بعد فترة قصيرة من عودتها، وأعلن عن توقفها عبر حساب المجلة في تويتر في يناير 2018م.

## فكرة مجلة المعرفة
صدر العدد الأول منها في 1959، وجاءت من حاجة الساحة الثقافية إلى صوت تربوي وإعلامي، ينقل إليها الثقافة التربوية التي تبحث في الأصوات الإعلامية المتنوعة والمتعددة. ولعل وضوح هذا الهدف المعرفي يتجسّد في هذا الاقتباس من الافتتاحية التي صدر بها العدد الأول من المعرفة لوزير المعارف آنذاك، الأمير فهد بن عبد العزيز: "كنا نحس بأن فراغًا كبيرًا في واقع صحافتنا التربوية لا بد من ملئه.. وكنا نحسُّ أيضًا، بأن هذا البلد تحوجه الصحيفة التي تعنى أول ما تعنى بشؤون التربية وأساليبها.. وتوجيه الآباء والمدرسين إلى ما فيه صالح النشء وتكوينه، وكان لزامًا على هذه الوزارة وهي المسؤولة الأولى عن شؤون التربية والتعليم، أن تفكّر جدِّيًّا في ملء هذا الفراغ، وإيجاد الصحيفة الهادفة، التي تحتضن بين صفحاتها عصارات أفكارٍ ناضجةٍ في حقول التربية والثقافة والاجتماع، لكبار المربّين، وذوي الاختصاص والتجارب".

## موضوعات المجلة
من خلال الأعداد السابقة التي صدرت من المعرفة، يمكن التوقف عند موضوعات تربوية ثقافية متعددة، من أبرزها:
- التوسع في التعليم الفني ومعاهد التعليم الخاص.
- المكتبة في المدرسة والصحافة المدرسية.
- اللياقة البدنية والصحية.
- طرق البحث العلمي.
- المدرسة، ومجالس الآباء، وآداب اللغة العربية.
- النشاط، والتربية الحديثة، وطرق التدريس.
- التاريخ، والآثار، ومكافحة الأمية، والتوجيه المهني للشباب.
- البعثات الخارجية، وتعليم الفتاة.
- تعليم المكفوفين، والتربية الفنية في الخطط والمناهج.
- دراسات نفسية تربوية، عن العقاب، والعقل، والذكاء، والأساليب التربوية

## هيئة التحرير والكُتّاب
تَعَاقَبَ على جهاز التحرير في المجلة، الكثير من الأسماء والشخصيات التربوية والثقافية، ففي الأعداد الأولى، كانت هيئة التحرير مكونةً من: محسن باروم، عبد الله المنيعي، عبد الله أبو العينين، محمد حبشي، عبد الكريم الجهيمان، سعد البواردي، صالح باوزير، ومنصور الخريجي، وكان سعد البواردي سكرتيرًا للتحرير. ثم بدأت هيئة التحرير تتناقص فيما بعد، وأصبح للمجلة في سنتها الثالثة لجنة تحرير، تضم: سعد البواردي، عبد الله بن إدريس، ومحمد حبشي، الذي ترك اللجنة فيما بعد، وأصبح عبد اللطيف الرشود سكرتيرًا للتحرير. وفي آخر أعداد المجلة، تم تكوين مجلس المجلة الذي ضم: حامد دمنهوري، عبد الله أبو العينين، محمد التميمي، سعد البواردي، عبد الله بن إدريس، أحمد السباعي، عبد الله خياط، عبد الوهاب عبد الواسع، ناصر المنقور، إبراهيم الحجي، مطلب النفيسة، إبراهيم الناصر، سعد أبو معطي، عبد الله الحقيل، وآخرين. وكانت أعداد المجلة تزخر بنتاجات أقلام بارزة، من داخل المملكة وخارجها.

## توقف مجلة المعرفة
في عام 1963، صدر عدد المجلة الأخير، وكان في افتتاحية ذلك العدد تلميح إلى وجود عجز مادي يهدد المجلة، ولم تكن هناك إشارات إلى أن هذا العدد هو الأخير، ولكن المجلة توقّفت بعد ذلك العدد.

## عودة مجلة المعرفة
كانت وزارة التربية والتعليم تهتم بالإعلام، حتى أيقنت بأن الإعلام عنصرٌ رئيسٌ من عناصر التربية والتعليم، ما جعل من عملية عودة مجلة المعرفة أمرًا ملحًّا، في ظل الاتجاه العالمي نحو التخصص في الطرح الإعلامي، وأُعيد إصدارها في عهد الملك فهد بن عبد العزيز في 1997، إلا أنها توقفت نهائيًا في 2018.

## أهداف المجلة
- مخاطبة المعلمين والمعلمات وخبراء التربية وأولياء الأمور ونقل آرائهم وتصوراتهم التربوية
- إيضاح كل ماهو جديد في حقل التربية
- تعمل المجلة على إتاحة الفرصة لجميع الجهات التربوية للمشاركة في المجلة، وربط العملية التعليمية بحاجات المجتمع وتطلعات اولياء الأمور وغايات سياسة التعليم في المملكة العربية السعودية
- توعية اولياء أمور الطلبة بالقضايا التربوية والتعليمية، وتحقيق التكامل بين جهودهم وجهود المدرسة لضمان نجاح العملية التعليمية
- إثراء وتحديث ثقافة المعلمين التربوية وتوثيق صلتهم بمصادر المعرفة المتخصصة من خلال استعراض التجارب العالمية في مجال التعليم في سبيل الاستفادة منها.[7]

## انظر ايضاً
- مجلة الدارة